# Germaine (Aisne)
Germaine település Franciaországban, Aisne megyében. Lakosainak száma 84 fő (2022. január 1.). Germaine Beauvois-en-Vermandois, Douchy, Fluquières, Foreste és Vaux-en-Vermandois községekkel határos.

## Népesség
A település népességének változása:
| Lakosok száma | 105  | 103  | 75   | 66   | 73   | 79   | 81   | 81   | 82   | 84   |
|               | 1968 | 1982 | 1990 | 2006 | 2013 | 2015 | 2017 | 2019 | 2020 | 2022 |